# Édition Gema
Édition Gema född 15 september 2014, är en fransk varmblodig travhäst som tränas av Marc Sassier och rids av Guillaume Martin.
Hon började tävla i januari 2018 och inledde med en åttondeplats och tog sin första seger i fjärde starten. Hon har hittills sprungit in 715 205 euro på 98 starter, varav 18 segrar och 6 andraplatser samt 11 tredjeplatser. Den hittills största segern är tagen i Prix Henri Desmontils (2024).
Hon har även segrat i Prix du Pontavice de Heussey (2024), Prix Jacques Andrieu (2024), Prix Théophile Lallouet (2024) och hon har även kommit på andraplats i Prix Vivier de Montfort (2022) och kommit på tredjeplats i Prix Antigone (2021), Prix Théophile Lallouet (2022) och Prix Roger Ledoyen (2025).

## Statistik
| Statistik för Édition Gema (Ref.) | Statistik för Édition Gema (Ref.) | Statistik för Édition Gema (Ref.) | Statistik för Édition Gema (Ref.) | Statistik för Édition Gema (Ref.) | Statistik för Édition Gema (Ref.) |
| --------------------------------- | --------------------------------- | --------------------------------- | --------------------------------- | --------------------------------- | --------------------------------- |
| Starter                           | Placeringar                       | Startprissumma                    | Segerprocent                      | Platsprocent                      | Rekord                            |
| 98                                | 18-6-11                           | 715 205 euro                      | 18 %                              | 36 %                              | 1.10,2ak,                         |

### Större segrar
| År   | Lopp                         | Kusk             | Vinstbelopp | Grupp   |
| ---- | ---------------------------- | ---------------- | ----------- | ------- |
| 2024 | Prix Jacques Andrieu         | Guillaume Martin | 54 000 EUR  | Grupp 2 |
| 2024 | Prix du Pontavice de Heussey | Guillaume Martin | 40 500 EUR  | Grupp 3 |
| 2024 | Prix Henri Desmontils        | Guillaume Martin | 108 000 EUR | Grupp 1 |
| 2024 | Prix Théophile Lallouet      | Guillaume Martin | 54 000 EUR  | Grupp 2 |